# Discovery-Expedition/Mannschaftsliste
Hier wird die Mannschaftsliste der Discovery-Expedition dargestellt. Unter „Beruf“ ist die Beschäftigung vor der Expedition aufgeführt, unter „Aufgabe“ die Funktion während ihrer Dauer, falls abweichend vom Beruf.
| Name                                             | Beruf                                       | Aufgabe                      |
| Offiziere                                        | Offiziere                                   | Offiziere                    |
| ------------------------------------------------ | ------------------------------------------- | ---------------------------- |
| Robert Falcon Scott (1868–1912)                  | Kapitän der Royal Navy                      | Kapitän                      |
| Albert Armitage (1864–1943)                      | Leutnant der Royal Naval Reserve            | Navigator und Stellvertreter |
| Charles Royds (1876–1931)                        | Leutnant der Royal Navy                     | Oberleutnant                 |
| Michael Barne (1877–1961)                        | Leutnant der Royal Navy                     | 2. Leutnant                  |
| Ernest Shackleton (1874–1922)                    | Unterleutnant der Royal Naval Reserve       |                              |
| George Mulock (1882–1963)                        | Leutnant der Royal Navy                     |                              |
| Reginald Skelton (1872–1956)                     | Ingenieur und Leutnant der Royal Navy       | Leitender Ingenieur          |
| Reginald Koettlitz (1860–1916)                   | Arzt und Botaniker                          |                              |
| Edward Adrian Wilson (1872–1912)                 | Arzt, Zoologe und Künstler                  |                              |
| Thomas Vere Hodgson (1864–1926)                  | Meeresbiologe                               |                              |
| Hartley Ferrar (1879–1932)                       | Geologe                                     |                              |
| Louis Bernacchi (1876–1942)                      | Physiker                                    |                              |
| Warrant Officers                                 |                                             |                              |
| Thomas Alfred Forster „Taff“ Feather (1869–1943) |                                             | Bootsmann                    |
| James Henry Dellbridge (1871–1931)               |                                             | Schiffsingenieur             |
| Fred Dailey (1873–1961)                          | Zimmermann                                  |                              |
| Charles Reginald Ford (1880–1972)                |                                             | Steward                      |
| Bootsleute                                       |                                             |                              |
| Jacob Cross (1876–1943)                          |                                             |                              |
| Edgar Evans (1876–1912)                          |                                             |                              |
| William Smythe (1877–1952)                       |                                             |                              |
| David Allan (1870–?)                             |                                             |                              |
| Thomas Kennar (1876–1945)                        |                                             |                              |
| William MacFarlane (1874–?)                      |                                             |                              |
| Marinesoldaten                                   |                                             |                              |
| Gilbert Scott (1876–1915)                        | Private, Royal Marine Light Infantry        |                              |
| Arthur Harry Blissett (1878–1955)                | Lance Corporal, Royal Marine Light Infantry |                              |
| Zivilisten                                       |                                             |                              |
| William Clarke (1877–?)                          | Koch                                        |                              |
| Clarence Hare (1880–1967)                        |                                             | Assistent des Stewards       |
| Horace Edgar Buckridge (1875–1903)               |                                             | Laboraufseher                |
| Matrosen                                         |                                             |                              |
| Arthur Edward Pilbeam (1878–1916)                | Royal Navy                                  |                              |
| William Loftouse Heald (1876–1929)               | Royal Navy                                  |                              |
| James Dell (1880–1968)                           | Royal Navy                                  |                              |
| Frank Wild (1873–1939)                           | Royal Navy                                  |                              |
| Thomas Soulsb Williamson (1877–1940)             | Royal Navy                                  |                              |
| George Beaver Croucher (1881–1918)               | Royal Navy                                  |                              |
| Ernest Joyce (1875–1940)                         | Royal Navy                                  |                              |
| Thomas Crean (1877–1938)                         | Royal Navy                                  |                              |
| Jesse Handsley (1876–1916)                       | Royal Navy                                  |                              |
| William Isaac Weller (1878–?)                    | Merchant Navy                               | Hundeführer                  |
| William Peters (1879–?)                          | Royal Navy                                  |                              |
| John Dargie Walker (1876–?)                      | Merchant Navy                               |                              |
| James Duncan (1870–?)                            | Merchant Navy; Schiffbauer                  |                              |
| Henry B. Brett (1866–?)                          | Merchant Navy                               | Koch                         |
| George Vince (1879–1902)                         | Royal Navy                                  |                              |
| Charles Bonner (1878–1901)                       | Royal Navy                                  |                              |
| Heizer                                           |                                             |                              |
| William Lashly (1867–1940)                       | Royal Navy                                  |                              |
| Arthur Lester Quartley (1873–1945)               | Royal Navy                                  |                              |
| Thomas Whitfield (1868–1942)                     | Royal Navy                                  |                              |
| Frank Plumley (1876–1971)                        | Royal Navy                                  |                              |
| William Page (1876–1930)                         | Royal Navy                                  |                              |
| William Hubert (1864–?)                          | Merchant Navy                               |                              |